# План (кінематограф)
План — система умовного поділу кінематографічного простору (тобто простору, представленого на екрані).
Плани розрізняють за:
- розміром
- розташуванням
- змістом

## Поділ за розміром
В цьому розумінні План — «розмір» зображення, спіймане об'єктивом.
Поділ планів за розміром — поняття умовне. Кожна школа кіно має свої умовні визначення розміру.
Деталізація збільшення:
- Деталь (скорочення: «дет.»), макровеликий план (макро план) — наприклад, для залучення уваги до конкретної деталі об'єкта (згадаймо вухо в «Солярісі» Андрія Тарковського). План, при якому на весь екран зображені очі персонажа також називають «італійським» — назва походить від спагеті-вестернів. Детальний план може зосередити глядача на найменших дрібницях — недопалок, пожмакана записка…
- Великий (збільшений, наближений) план (портрет) — наприклад, для виділення об'єкта з фону, для залучення до нього уваги (голова, портретна зйомка). Він передбачає, що головним режисерським інструментом буде міміка (артикуляція).
- Середній, перший середній план — використовувався для показу взаємодії двох і більше об'єктів (або тіло людини по груди).
- Середній, другий середній — використовувався у зйомках вестернів, щоб показати героя з кобурою. В наш час оптимальний план при зйомці 16:9. Цей масштаб додає до міміки ще й жести. На екрані ми побачимо одного, або кількох людей, які можуть спілкуватись, змінюючи взаємне розташування.
- Широкий план — наближений вигляд, але камера все ще охоплює більшу частину тіла акторів.
- Загальний план (віддалений) — для показу місця дії (наприклад, людина в середовищі). Не призначений для міміки, але жест залишається дієвим інструментом. Досить широкий кут огляду, де охоплюються всі актори.
- Оглядовий план — кадр з дуже широким ракурсом, який показує місце дії сцени. Він знайомить глядача з місцем подій. Оглядовий план може не містити жодних акторів.
- Дальній план — використовувався також для показу місця дії (наприклад, крихітна людина на тлі ландшафту).
- Адресний план — різновид загального плану, призначений для позначення місця і часу дії. Вживання терміна характерніше для телебачення.

## Поділ за розміщенням
У цьому сенсі виділяються три основні плану:
- передній (ближній) план
- середній план
- задній (дальній) план

## Поділ за змістом
У цьому сенсі виділяють такі плани.
- основний план (основна лінія оповіді)
- другорядний (фоновий, політичний, соціальний, історичний) план

У залежності від сприйняття і особистого прочитання того чи іншого кінематографічного твору другорядний план може виявитися основним і навпаки.